# Henri Dès
Henri Dès, född 14 december 1940 i Schweiz, är en musiker och kompositör av musik för barn.
Efter militärtjänsten började Dès skriva sånger för vuxna, men 37 år gammal övergick han till att skriva barnsånger, som från början var ämnade för hans son. Nekad att ge ut musiken av de stora skivbolagen i slutet av 70-talet startade han sitt eget skivbolag, Marie-Josée Productions, vilket han namngav efter sin fru. Sedan dess har han släppt fjorton originalalbum för barn. Många av dessa album har sålt mycket bra och blivit guldskivor. Hans texter, från början skrivna på franska, har blivit översatta till ett flertal språk, däribland svenska, men även kinesiska, tyska och arabiska.